# Life in the Fat Lane
Life in the Fat Lane is een compilatiealbum van het Amerikaanse punklabel Fat Wreck Chords. Het werd uitgegeven op 6 april 1999 en is het vierde album uit de Fat Music-serie.

## Nummers
1. "May 16" - Lagwagon
2. "Road Rash" - Mad Caddies
3. "Coming Too Close" - No Use for a Name
4. "Pass the Buck" - Sick of It All
5. "Twat Called Maurice" - Consumed
6. "Promise to Distinction" - Swingin' Utters
7. "Heresy, Hypocrisy, and Revenge" - Good Riddance
8. "Do You Wanna Fight Me?" - Frenzal Rhomb
9. "The Exhumation of Virginia Madison" - Strung Out
10. "Taken" - Avail
11. "San Dimas High School Football Rules" - The Ataris
12. "Old School Pig" - Tilt
13. "Part Time SF Ecologist" - Goober Patrol
14. "The Plan" - NOFX
15. "Keep the Beat" - Snuff
16. "Dummy Up" - Screeching Weasel
17. "My Favorite Things" - Me First and the Gimme Gimmes
18. "Quadrat im Kreis" - Wizo